# Grupul de partizani Gavril Vatamaniuc
Grupul de partizani Gavril Vatamaniuc a fost o grupare de partizani anticomuniști români din Bucovina care a acționat în perioada 1949-1955.

## Activitatea grupului
În anul 1948, sergentul major de jandarmerie Gavril Vatamaniuc din Constanța, fratele partizanului Ion Vatamaniuc (1903-1992), intră în conflict cu locțiitorul politic și este dat afară din armată și pus sub urmărirea Securității. Bănuind că va fi arestat, acesta se refugiază la 25 noiembrie 1949 în pădurile din zona Suceviței (regiunea Suceava), unde își construiește un bordei și se hrănește cu alimente primite de la familia sa.
În vara anului 1950, i se alătură doi consăteni, frații Ion și Gheorghe Chiraș, urmăriți și ei de Securitate. Aceștia au adus cu ei arme. Activitatea grupului s-a limitat doar la acțiuni de apărare, tipărind și distribuind manifeste anticomuniste, distrugând manifestele comuniste și încercând să-i convingă pe muncitorii forestieri să lupte împotriva comuniștilor. Deși Securitatea a reușit să-și infiltreze informatori printre pădurari, majoritatea acestora i-au ajutat pe partizani, aducându-le de mâncare.
În 1954 s-a alăturat grupului partizanul Vasile Motrescu, venit din Munții Făgăraș și care făcuse parte din grupurile conduse de Vladimir Macoveiciuc și Constantin Cenușe. La începutul lui ianuarie 1955, cu sprijinul unui pădurar, organele de securitate au descoperit ascunzătoarea grupului. În dimineața zilei de 18 ianuarie 1955, o companie de soldați din Botoșani a încercuit zona Bâtca Corbului și a atacat bordeiul. La acel moment, în ascunzătoare se aflau doar Motrescu și Vatamaniuc. Cei doi au reușit să fugă; Motrescu a împușcat doi soldați (Ion Popescu și Gheorghe Dumitrache), iar Vatamaniuc pe soldatul Mihai Vălimăreanu și pe câinele său, Afumatu.
La 18 iulie 1955, Securitatea află ascunzătoarea fraților Chiraș. În lupta de la Ursoaia Mare, cei doi frați sunt împușcați. Vasile Marciuc, gazda celor doi frați, este capturat la 17 octombrie 1955 și constrâns să dezvăluie ascunzătoarea lui Gavril Vatamaniuc. Astfel, a doua zi este prins și Vatamaniuc în satul Voievodeasa.
Ultimul membru al grupului, Vasile Motrescu, a fost capturat la 13 ianuarie 1958, în urma trădării lui Teodor Sfichi, și executat la 29 iulie 1958 în penitenciarul Botoșani.

## Membrii grupării
- Gavril Vatamaniuc (1924-2012) - sergent major de jandarmi, originar din Sucevița. A fost arestat la 18 octombrie 1955, judecat la 30 iulie 1956 și condamnat la muncă silnică pe viață. Este eliberat în 1964. S-a stabilit la bătrânețe la Frasin.[2] A decedat la 29 februarie 2012.
- Ion Chiraș (1903-1955) - țăran din Sucevița. A luptat în al doilea război mondial, fiind luat prizonier în URSS, unde a muncit în minele de la Dombas. A refuzat să se întoarcă în țară cu diviziile „Tudor Vladimirescu" și „Horea, Cloșca si Crișan", fiind bătut. Fuge de acasă după arestarea fratelui său și se alătură lui Gavril Vatamaniuc. Este ucis în lupta de la Ursoaia Mare, din 18 iulie 1955.
- Gheorghe Chiraș (1911-1955) - țăran din Sucevița. A luptat în al doilea război mondial. Întors în țară, a lucrat ca mecanic de moară. A fost arestat la locul de muncă și dus la postul de jandarmi. A evadat de acolo, fugind pe geamul de la WC. Se alătură lui Gavril Vatamaniuc. Este ucis în lupta de la Ursoaia Mare, din 18 iulie 1955.
- Vasile Motrescu (1920-1958) - țăran din Vicovu de Jos. A făcut parte din grupul de partizani condus de Vladimir Macoveiciuc (1944), apoi a stat ascuns prin păduri și s-a alăturat la 10 aprilie 1949 grupului condus de Constantin Cenușe. Prin sentința nr. 762/26 septembrie 1950 a fost condamnat în contumacie la 8 ani închisoare. S-a predat la 26 iunie 1951, dar în anul următor i se înlesnește o evadare cu scopul de a fi folosit pentru prinderea partizanilor din Munții Făgăraș (grupul condus de Ioan Gavrilă Ogoranu). Reușește să-i prevină pe partizani, iar cei trei securiști care-l urmăreau sunt împușcați. Fuge apoi în Bucovina și se alătură grupului Gavril Vatamaniuc. Ia parte la luptele de la Bâtca Corbului (din 18 ianuarie 1955), împușcând doi securiști. Își schimbă permanent locul. Pentru a fi silit să se predea, i se arestează soția (Maria), frații (Ion, Gheorghe și Constantin) și părinții (Sofia și Pintilie). A fost condamnat la moarte în contumacie (sentința nr. 968/1956). A fost prins la 13 ianuarie 1958 și executat la 29 iulie 1958, în penitenciarul Botoșani.
- Vasile Marciuc (1917-1976) - țăran din Sucevița, sergent artilerist în al doilea război mondial, decorat cu ordinele Mihai Viteazu și Crucea de Fier. A fost arestat, împreună cu soția sa, din cauza faptului că i-au găzduit pe frații Chiraș. Reușind să evadeze din sediul Securității din Rădăuți, a fugit în munți și s-a alăturat grupului de partizani condus de Gavril Vatamaniuc. Este capturat la 17 octombrie 1955 și torturat cumplit, dezvăluind ascunzătoarea lui Vatamaniuc. A fost condamnat la 7 ani închisoare pe care i-a făcut în penitenciarele Suceava și Gherla.